# Megastigmus quinquefasciatus
Megastigmus quinquefasciatus är en stekelart som beskrevs av Girault 1915. Megastigmus quinquefasciatus ingår i släktet Megastigmus och familjen gallglanssteklar. Inga underarter finns listade i Catalogue of Life.